# Manuel Garrido Palacios
Manuel Garrido Palacios, escritor y realizador, nace en Huelva en 1947. A  partir de su formación en dirección cinematográfica ha dedicado su actividad a la de guionista y director  de televisión (NHK de Japón, WDR de Alemania, TVE España). Sus series televisivas llevan la marca de la tradición popular: “Raíces”, “Todos los juegos”, “La duna móvil”, “El bosque sagrado”, "La Primavera en Doñana", "Rasgos", entre otras, y se han visto reconocidas con diferentes premios nacionales e internacionales.
Miembro de la Academia Norteamericana de la Lengua Española en Nueva York, y miembro del jurado del Festival Internacional de Cine de Glaway, y del Festival de Cine Iberoamericano de Huelva. 

## Escritos
Su andadura por los pueblos de España ha cimentado su labor etnográfica, plasmada en obras como:
- Alosno, palabra cantada : el año poético en un pueblo andaluz. (México : Fondo de Cultura Económica, 1992)
- Aún existen pueblos : etnografía de lugares dispersos. (Salamanca : Centro de Cultura Tradicional, 1994)
- De viva voz : romancero y cancionero al paso. (Valladolid : Castilla Ediciones, 1995). Col. "Nueva Castilla"
- El cancionero de Alosno:  (para bailar, cantar y tañer la guitarra). (Valladolid : Castilla Ediciones, 1996)
- Álora la bien cercada. (Valladolid : Castilla Ediciones, 1998)
- Voces de la Sierra. (Fuenteheridos : Libros de la Huebra, 2000)
- Un cuento contado en Doñana. (Almonte, Huelva : Ayuntamiento, 2001). "Cuadernos de Almonte, 61". (Cuentos populares)
- Rocío 2001 : (crónica intemporal). (Almonte, Huelva : Ayuntamiento, 2002)
- Sepancuantos : (Andanzas por la tradición oral de la Sierra de Aracena  y Picos de Aroche). (Aracena, Huelva : Asociación Literaria Huebra, 2003). Col. "Cimbarón"
- Cartaya. (Barcelona : Lunwerg, 2003)
- Cancionero popular infantil : poemario de los juegos. (Palma de Mallorca : Calima, 2003)
- Una mirada a Huelva. (Huelva : Fundación Caja Rural del Sur , 2004)
- Diccionario de palabras de andar por casa : Huelva y provincia. (Palma de Mallorca : Calima, 2006)

### Obra narrativa
- El clan y otros cuentos : relatos. (Palma de Mallorca : Calima, 1998)
- Viaje al país de las leyendas. (Valladolid : Castilla, 1997). Libro de relatos
- Noche de perros : relatos. (Sevilla : AR.Abelardo Rodríguez Ediciones, 1999). Ed. corregida y aumentada por la editorial Calima de Palma de Mallorca, en el 2005
- Retablillo del aprendiz y el maestro. (Fuenteheridos : Libros de la Huebra, 2000)
- El abandonario. (Palma de Mallorca : Calima, 2001). Novela
- Dos historias de amor. (Biblioteca española y americana, Editorial Corona del Sur, 2001)
- El hacedor de lluvia. (Palma de Mallorca: Calima, 2006). 2ª parte de "El abandonario"

### Obra poética
- Brocal. (Huelva, 1964). Col. "Litoral, 1". Su primer  libro de relatos y poemas, que puede considerarse el comienzo de su “viaje literario”
- 1ª antología de la actual poesía onubense. (Huelva : El autor, 1965). Col. "Litoral; 4"
- Soneto. (Málaga : Corona del Sur, 2001)

## Premios
- Medalla de la Universidad de Huelva. 2008.
- Premio "Querido Borges" de narrativa (Los Ángeles, California, U.S.A.)
- Premio "Golden Harp" (Dublín, Irlanda), a su obra "Adivina adivinanza" (guion y dirección)
- Premio Ondas
- Premio Nacional de Televisión
- Premio "MARATHON"
- Premio "Rodríguez de la Fuente"
- Premio Nacional de Periodismo "Ciudad de Cádiz"